# Yanacachi (gemeente)
Yanacachi is een gemeente (municipio) in de Boliviaanse provincie Sud Yungas in het departement La Paz. De gemeente telt naar schatting 7.725 inwoners (2018). De hoofdplaats is Yanacachi.

## Indeling
De gemeente telt 2 kantons:
- Villa Aspiazu - 1.314 inwoners (2001)
- Yanacachi - 2.936 inw